# Constantí IV Mukhrani-batoni
Constantí IV fou el 19è i darrer príncep de Mukhran (Mukhrani-batoni). Va ser conegut com a Kniaz Konstantin Ivanovitch Bagration-Mukhranski.
Nascut el 1782, va succeir el seu pare Ioani Mukhrani-batoni el 1800. Va ser deposat després de l'annexió formal a Rússia el 1801. Fou coronel de l'exèrcit rus el 1809, comandant dels carrabiners d'Erevan el 1827, i tinent general. El 20 de setembre de 1825 se li va reconèixer el títol hereditari de Kniaz Bagration-Mukhranski. Va morir el 7 de setembre de 1842.
- Vegeu: Casa Reial de Geòrgia.